# Joc de l'auca
L'Auca era un joc d'atzar i aposta molt popular a Europa durant l'edat moderna.

## Funcionament

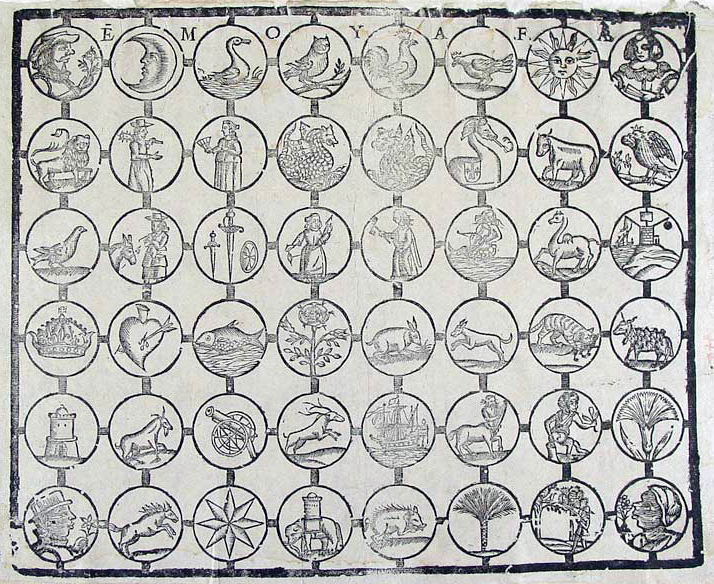
Auca del Sol i la Lluna, de Pere Abadal, tauler a on les caselles encara són circulars i formen una graella, però no estan numerades.

Hi havia un total de quaranta-vuit boles, cadascuna de les quals contenia al seu interior un número, acompanyat d'un símbol. La dinàmica del joc consistia a anar traient les boles d'una bossa una per una, mentre el públic intentava endevinar quin número/símbol apareixeria cada vegada. Cada número/símbol extret es col·locava al seu lloc en un tauler, a on estaven gravats, com a prova i recordatori que ja havien sortit.
A mesura que quedaven menys boles a dins del saquet, la probabilitat d'encertar el següent número/símbol esdevenia cada cop més alta i, per tant, les apostes es disparaven. Jugadors i espectadors apostaven entre ells fortes sumes de diners. Probablement les apostes es formalitzaven col·locant al tauler, damunt del número/símbol escollit, les fitxes d'aposta.

## Elements
Les proves que ens han arribat a avui dia de les auques són bàsicament els taulers: Les 48 figures encasellades estaven gravades sobre una fusta, o bé estampades sobre un pergamí, i cap a la segona meitat del segle xvii ja s'estampaven sobre paper amb xilografies. Amb el temps les caselles esdevingueren vinyetes quadrades i les figures anaren variant. L'exemplar més vell que es conserva és un full conegut com l'Auca del sol i de la lluna que el va estampar el gravador Pere Abadal a Moià vers el 1675. A causa de la persecució de què va ser subjecte aquest joc, en queden molt pocs exemplars.
Les 48 boles (anomenades rodolins, bollilles...) sovint eren de cera, com ho eren les utilitzades per les insaculacions. A través d'un petit tall s'introduïen a dins els quaranta-vuit números, que inicialment podien ser retallats d'un segon tauler idèntic.
Aquests elements són ben senzills. Escrivint els quaranta-vuit números sobre dos papers, retallant-ne un i usant l'altre de tauler, ja es tenia el joc complet per poder jugar a casa.
Addicionalment, els establiments de joc com els triquets utilitzaven fitxes d'aposta anomenades ploms (fetes d'aquest material), les quals s'utilitzaven també en tots els altres jocs d'aposta.

## Història i orígens
Va néixer a Catalunya, probablement a finals del segle xvi. El mecanisme del joc és fonamentalment el mateix que s'utilitzava en la pràctica política catalana de la insaculació. El fet que algunes de les imatges fossin el sol, la lluna, l'estrella, o els signes del zodíac fa pensar que podria tenir un origen augural o endevinatori, com de fet tenien molts altres jocs similars de l'època.
Fou un dels jocs més populars a les ciutats del país durant els segles XVII i XVIII, al llarg dels quals fou reiteradament prohibit per les autoritats civils i/o eclesiàstiques a causa de les baralles i fallides que provocava. Com que s'hi continuava jugant, també es va intentar, almenys, limitar la quantitat de les apostes. A banda de jugar-se als trinquets i a les tavernes, també a les llars hi jugaven les famílies amb nens i tot, però llavors normalment s'apostava amb pellofes o altres objectes diaris en comptes de diners. No obstant això en aquella època fins i tot els infants eren permesos d'apostar en jocs d'atzar. A Barcelona les auques es feien sobretot a les impremptes Estivill, Matevat i Jolis.

El joc de l'auca es va escampar ràpidament per Europa durant el segle xvii. A França ja hi havia arribat a mitjans de segle i era conegut com a joc de «l'hoca» però s'hi jugava en una versió de 30 números. Era molt popular, fins i tot el rei Lluís XIV hi jugava, fins al punt que el Parlament de París el va prohibir per primer cop ja el 1658. A Itàlia va ser prohibit pel Papa a causa dels problemes que provocava a Roma. A Torí també estava prohibit l'«Hoc de Catalogna» almenys des del 1676, juntament amb el biribís italià. A Grenoble es va prohibir per primer cop el 1682. Era un joc tant generalitzat que fins i tot el Diccionari de Pierre Richelet, publicat el 1680, definia Hoca: 
| «                                          | Jeu qui vient de Catalogne. Il est composé de trente points marquez de suite sur une table, & il se joue avec 30 petites boules dans chacune desquelles on enferme un billet de parchemin où il y a un chifre. Quand on joue, on remue ces boules dans un sac, on en tire une dont on fait sortir le billet qu'on déplie aux yeux de tout le monde pour voir ce qu'on perd, ou ce qu'on gagne. | » |
| — Richelet, 1680, Dictionnaire françois... | |   |

Hom ha apuntat que tenia similituds amb el conegut joc de l'oca, (que havia nascut a Florència també el XVI), tot i que la semblança estructural més evident és amb els actuals jocs del bingo o la ruleta. De fet, entre les 48 figures hi havia certament una oca, i cal tenir en compte que aquesta paraula es pronuncia auca a les comarques nord-occidentals catalanes. En canvi, si que era molt similar al joc del biribisso, molt popular també a la Itàlia de la segona meitat segle xvii.
Al segle xix el joc de l'auca va derivar en les auques actuals. De fet, a finals del xviii ja hi havia taulers del joc d'auca en què les vinyetes van acompanyades de versos rimats.